# Rhabdomastix (Rhabdomastix) corax
Rhabdomastix (Rhabdomastix) corax is een tweevleugelige uit de familie steltmuggen (Limoniidae). De soort komt voor in het Palearctisch gebied.